# Озерянська сільська рада (Тлумацький район)
| Озерянська сільська рада — колишній орган місцевого самоврядування у Тлумацькому районі Івано-Франківської області з адміністративним центром у с. Озеряни. Утворена 14 червня 1994 року. Сільській раді підпорядковані населені пункти: - с. Озеряни |

## Склад ради
Рада складається з 15 депутатів та голови.

### Керівний склад ради
| ПІБ                      | Основні відомості                                                                  | Дата обрання | Дата звільнення |
| ------------------------ | ---------------------------------------------------------------------------------- | ------------ | --------------- |
| Спасюк Микола Михайлович | Сільський голова, 1946 року народження, освіта, член Соціалістичної партії України | 26.03.2006   | 31.10.2010      |
| Солодка Ганна Михайлівна | Сільський голова, 1954 року народження, освіта вища, позапартійна                  | 31.10.2010   |                 |

Примітка: таблиця складена за даними джерела